# Burke Moses
Burke William Moses (nascido em 10 de dezembro de 1959  em Nova Iorque) é um ator americano. Seu irmão mais velho é o ator Mark Moses.

## Carreira
Moses frequentou a Universidade de Boston e a Universidade Carnegie Mellon em Pittsburgh, Pensilvânia.
Ele desempenhou o papel de "Joe" na New York City Opera em The Most Happy Fella, em 1991. Ele apareceu no musical 1776 no Williamstown Theatre Festival de junho a julho de 1991,  e na produção de teatro público Off-Broadway de The Way of the World, em maio de 1991.
Moses apareceu pela primeira vez na Broadway como um substituto no papel de Sky Masterson no renascimento de 1992 de Guys and Dolls. Ele originou o papel de Gaston em Disney's Beauty and the Beast em 1994 na Broadway, bem como nas produções de Los Angeles e London West End. Ele sucedeu Brian Stokes Mitchell nos papéis de Fred Graham / Petruchio no renascimento da Broadway de Kiss Me, Kate em janeiro de 2001. Ele interpretou Herakles na produção de 2004 de The Frogs, de Sondheim. Ele apareceu como Adam em Seven Brides para Seven Brothers na Goodspeed Opera House em 2005.
Moses tocou El Gallo no renascimento de 2006 da Broadway do musical The Fantasticks.  Em 2008, Moses desempenhou o papel de capitão von Trapp em O Som da Música, da Mirvish Productions, no Princess of Wales Theatre, em Toronto, ao lado do vencedor do programa de TV Como você resolve um problema como Maria? Elicia MacKenzie. Em 2012, ele estrelou The Music Man (Harold Hill) com Kate Baldwin (Marian), no Arena Stage em Washington, DC. Ele apareceu como "O Grinch" em Dr. Seuss' How the Grinch Stole Christmas! no Old Globe Theatre, em San Diego, em novembro de 2014. Em 2015, ele estrelou a produção off-Broadway de Gigantic do Vineyard Theatre, que estreou em 3 de dezembro de 2015.
Moses apareceu em vários Encores do New York City Center ! encenou versões de concertos de musicais: DuBarry Was a Lady (1996), Lil 'Abner (1998) e The New Moon (2003).
Ele também apareceu nas novelas Loving, As the World Turns e One Life to Live, além de estrelar em várias séries de televisão, incluindo The Nanny. Ele apareceu no piloto de testes da NBC como o Gavin Stone original da sitcom Good Morning, Miami em 2002.
Em 2014, Moses se tornou o autor de Stanislavski Never Wore Tap Shoes: Musical Theater Acting Craft, um livro focado em atuar no palco musical.

## Filmografia
| Ano     | Título                       | Papel                   | Notas                                       |
| ------- | ---------------------------- | ----------------------- | ------------------------------------------- |
| 1986–87 | Loving                       | Curtis Alden #3         | Seriado diurno Episódios desconhecidos      |
| 1986    | Spenser: For Hire            | Tony Ristelli           | Episódio: "Death by Design"                 |
| 1986    | Guiding Light                | Briggs                  | Seriado diurno 6 episódios                  |
| 1989–91 | As the World Turns           | Sean Baxter             | Seriado diurno Episódios desconhecidos      |
| 1992–94 | One Life to Live             | Bulge Hackman           | Seriado diurno 4 episódios                  |
| 1995    | Bump in the Night            | Bumpsted (voz)          | Episódio: "Love Stinks/Love's Labor Bumped" |
| 1995–96 | The Client                   | Jackson Love            | Papel recorrente 6 episódios                |
| 1995    | The Nanny                    | Tony Tatorri            | Episódio: "An Offer She Can't Refuse"       |
| 1996    | Caroline in the City         | Marco                   | Episódio: "Caroline and the Kid"            |
| 1996    | Cybill                       | Henry                   | Episódio: "Going Out with a Bang"           |
| 1996    | Life's Work                  | Teddy Riley             | Episódio: "Girlfriends"                     |
| 1996    | 3rd Rock from the Sun        | Glenn                   | Episódio: "World's Greatest Dick"           |
| 1997    | Nick Freno: Licensed Teacher | Boyd Hale               | Episódio: "Party at Nick's Place"           |
| 1997    | The Hotel Manor Inn          | Brian Armour            | Longa-metragem                              |
| 1998    | Best Friends for Life        | David McCord            | Filme televisivo                            |
| 1998    | Living in Captivity          | Director                | Episódio: "Boogie Heights"                  |
| 1998    | The Secret Lives of Men      | Phil                    | Episódio: "Dancing in the Dark"             |
| 1999    | DiResta                      | Sgt. Webber             | Episódio: "Viagra Falls"                    |
| 1999    | Katie Joplin                 | Terry Joplin            | Episódio: "I'd Rather Be in Philadelphia"   |
| 2000    | Ladies Man                   | Jay Roark               | Episódio: "Decent Proposal"                 |
| 2000    | Family Law                   | Lawyer                  | Episódio: "Second Chance"                   |
| 2000    | Hollywood Off-Ramp           | Guest Star              | Episódio: "TKO"                             |
| 2000    | The Hughleys                 | Nick Mitchell           | Episódio: "Design Flaws"                    |
| 2001    | Family Law                   | Lewis Wise              | Episódio: "Intentions"                      |
| 2003    | All My Children              | Andrew Miller           | Seriado diurno Episódios desconhecidos      |
| 2008    | One Life to Live             | Calvin Jenkins          | Seriado diurno Episódio#1.10179             |
| 2010    | 30 Rock                      | Thomas                  | Episódio: "Argus"                           |
| 2011    | White Collar                 | Leland Shelton          | Episódio: "Deadline"                        |
| 2014    | The Mysteries of Laura       | Peter Chase             | Episódio: "The Mystery of the Dead Date"    |
| 2014    | Boardwalk Empire             | Mr. Jeffries            | Episódio: "King of Norway"                  |
| 2015    | The Good Wife                | Sheriff John Colby      | Episódio: "Restraint"                       |
| 2016    | Chicago P.D.                 | Martin Ainge            | Episódio: "Kasual with a K"                 |
| 2017    | Elementary                   | Detetive de Nova Jérsia | Episódio: "Be My Guest"                     |
| 2017    | Younger                      | Lachlan Flynn           | Papel recorrente 3 episódios                |
| 2018    | Castle Rock                  | Local Color Host        | Episódio: "Local Color"                     |

## Videogames
| Ano  | Título              | Função                            |
| ---- | ------------------- | --------------------------------- |
| 2003 | Manhunt             | Skin                              |
| 2008 | Grand Theft Auto IV | A multidão da cidade da liberdade |